# Résistance (psychanalyse)
Pour les articles homonymes, voir Résistance.
La résistance (allemand : Widerstand) en psychanalyse désigne tout ce qui vient faire obstacle au travail de la cure de la part d'un patient et empêche l'accès de celui-ci à son inconscient.
Au-delà du cadre de la cure, Freud introduit aussi la notion de « résistance à la psychanalyse » en général, qui se manifeste par des oppositions à sa découverte d'une nouvelle science, la psychanalyse.

## Définition

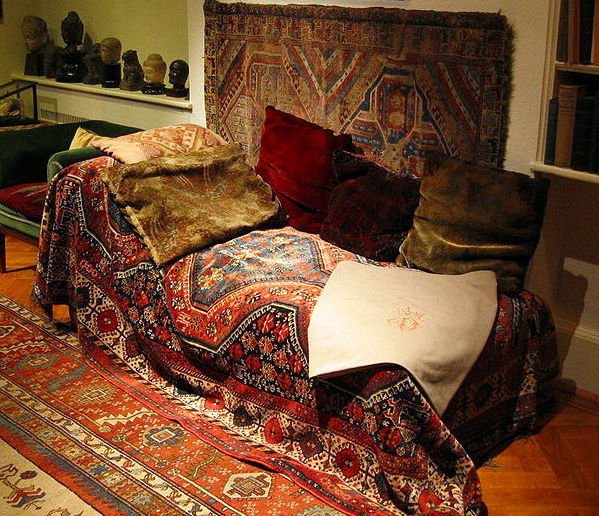
Le travail de la cure

Dans la cure psychanalytique, on appelle « résistance » « tout ce qui, dans les actions et les paroles de l'analysé, s'oppose à l'accès de celui-ci à son inconscient ».
Laplanche et Pontalis ajoutent que, « par extension », Freud a parlé également de « résistance à la psychanalyse pour désigner une attitude d'opposition à ses découvertes », dans la mesure où  ces dernières « révélaient les désirs inconscients et infligeaient à l'homme une “vexation psychologique” ».

## Chez Freud
Selon Plon et Roudinesco, le « processus de résistance participe au même titre que le transfert, de la naissance de la psychanalyse. Mais il y est encore plus directement associé ».

### Apparition du concept
Le mot « résistance » apparaît chez Freud dès les Études sur l'hystérie (1895): pour le « cas Lucy R. », Freud « avait renoncé à tester le degré d'hypnose de ses patients car “cela mobilisait [leur] résistance” ». Il avait constaté que « la confiance » du patient dont il avait besoin « pour le travail psychique plus important » s'en trouvait altérée . Dans le cas d'Élisabeth[Quoi ?] von R., il s'aperçoit de la résistance de sa patiente pendant la cure à la remémoration de « représentations pénibles »: il s'agit chez le patient de « la force psychique développée pour maintenir le refoulement ».

### La technique psychanalytique

#### Analyse des résistances
L'« analyse des résistances » va devenir « l'une des pierres angulaires de la technique analytique ». D'abord reconnue « comme une entrave au travail analytique », la résistance est considérée dans un deuxième temps « comme un symptôme de ce qui est refoulé » : elle « relève de l'interprétation au même titre que le transfert ».

#### Transfert et résistance
En 1912, dans « La dynamique du transfert », Freud se demande pourquoi le transfert qui favorise le travail analytique peut aussi « devenir l'agent le plus puissant de la résistance ». Il distingue alors « transferts positifs et transferts négatifs ». Il en conclut que « le transfert sur la personne de l'analyste ne joue le rôle d'une résistance que dans la mesure où il est un transfert négatif ou bien positif composé d'éléments érotiques refoulés" ».
Le transfert sur la personne de l'analyste permet au patient de donner à « ses émois amoureux secrets et oubliés » un « caractère d'actualité », car et comme le rappelle Freud: « nul ne peut être tué in absentia ou en effigie ». Le transfert se mue en « moyen de résistance » contre le thérapeute de la part du patient qui « reproduit des attitudes et des sentiments de sa vie » par ce moyen « au lieu de se souvenir ». C'est comme si le patient préférait « triompher de » l'autre que représente l'analyste plutôt que de « mettre fin à sa maladie ».

### Deuxième topique
Dans le cadre de la deuxième topique, écrivent Michel Plon et Élisabeth Roudinesco, « Freud identifie cinq formes de résistance: trois ont leur siège dans le moi, une dans le ça, la dernière dans le surmoi »:
- « les résistances liées au moi » se manifestent  1) « sous la forme du refoulement », ou 2) sous la forme « de la résistance de transfert », ou 3) ou « au titre d'un bénéfice secondaire » (de la maladie: « la guérison étant vécue comme un danger par le moi) »)[2].
- La résistance localisée dans le ça mène à la compulsion de répétition. Elle peut « être surmontée quand le sujet intègre une interprétation (perlaboration) »[2].
- La résistance liée au surmoi « s'exprime en termes de culpabilité inconsciente et de besoin de punition »[2].

Par conséquent, à côté de trois résistances liées au moi et d'une résistance du surmoi, Freud maintient toujours  « une résistance de l'inconscient ou encore du ça » dans le cadre de la deuxième topique: dans Inhibition, Symptôme et Angoisse (1926).

## Après Freud
D'après Plon et Roudinesco, le concept de résistance « n'a suscité que fort peu de discussions et de polémiques dans la descendance freudienne, à l'exception de Melanie Klein ».

### Melanie Klein
Melanie Klein, pour sa part, décrit la résistance dans l'analyse comme « un transfert négatif », plutôt que comme liée au refoulement de la libido, selon la perspective freudienne habituelle. Cette différence théorique et clinique importante fut « l'un des thèmes de débat au cours des Grandes Controverses scientifiques » qui opposèrent les partisans de Klein à Anna Freud. Melanie Klein envisage la résistance comme un évitement de la relation, qui se manifeste, chez les enfants, par un évitement du jeu. Le travail analytique qu'elle mène avec les enfants consiste alors à dénouer le transfert négatif, pour renforcer le transfert positif.

### Jacques Lacan
Dans le « Rapport du colloque de Royaumont » (1958), Jacques Lacan, dans une formule devenue célèbre, dit qu' « il n'y a pas d'autre résistance à l'analyse que l'analyste lui-même ». Selon Fernanda Canavêz et Miranda Heraldo, « Lacan affirme que la seule résistance à l’analyse est celle du psychanalyste, renversant l’idée d’une cure orientée par les impératifs moraux de la conscience, qui situe l’insoumission devant être réparée par une soi-disant thérapeutique du côté de l’analysant ».

## Critiques
Jacques Van Rillaer a critiqué cette notion de résistance comme signe visible du refoulement. Il a critiqué son utilisation comme défense par les psychanalystes.

« Le  premier  usage  technique  du  concept  de  résistance  se  rapporte  au  refus  ou  à  l'incapacité  de prendre  conscience  du  matériel  pathogène.  Considérant  ensuite  que  les  malades  ne  font  que grossir  des  processus  à  l'œuvre  chez  tous  les  hommes,  Freud  en  vient  rapidement  à  reconnaître les  signes  du  refoulement  dans  toutes  les  activités  humaines,  pathologiques,  normales  ou sublimes.  Dès  lors  sa  notion  de  «résistance»  s'applique  aussi  à  l'extérieur  du  cabinet  de consultation: elle qualifie toute négation de ce qui gêne le psychanalyste. »

#### Textes-sources
- Josef Breuer et Sigmund Freud,
  - Études sur l'hystérie (Studien über Hysterie, 1895)
- Freud,
  - « La dynamique du transfert », (Zur Dynamik der  Übertragung, 1912)
  - « Remémoration, répétition et perlaboration » (Erinnern, Wiederholen und Durcharbeiten, 1914)
  - « Résistance et refoulement », chapitre de l' Introduction à la psychanalyse (Vorlesungen zur Einführung in die Psychoanalyse, 1916-17)
  - Inhibition, Symptôme et Angoisse (Hemmung, Symptom und Angst, 1926)
- Jacques Lacan,
  - « La direction de la cure et les principes de son pouvoir » (1958), dans Écrits, Paris, Éditions du Seuil, 1966, p. 585-645.

#### Études sur le concept de résistance
- Jean Laplanche et Jean-Bertrand Pontalis, Vocabulaire de la psychanalyse (1967), entrée « Résistance », Presses universitaires de France, coll. « Quadrige Dicos Poche », 2007  (ISBN 2130560504)
- Dictionnaire de la psychanalyse — dictionnaire actuel des signifiants, concepts et mathèmes de la psychanalyse (sous la direction de Roland Chemama), entrée: « résistance », Éditions Larousse, 1993  (ISBN 2-03-720222-9)
- Michel Plon et Élisabeth Roudinesco, Dictionnaire de la psychanalyse (1997), entrée « Résistance », Paris, Librairie Arthème Fayard, 2011,  (ISBN 978-2-253-08854-7)
- Michèle Pollak Cornillot, « Résistance », in Alain de Mijolla (dir.), Dictionnaire international de la psychanalyse 2. M/Z, Paris, Hachette, 2005, p. 1539-1540  (ISBN 201279145X).